# Banana (gesto)

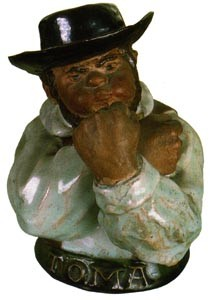
Figura em cerâmica retratando o Zé Povinho fazendo o gesto.

Dar uma banana (no Brasil), manguito (em Portugal), bras d'honneur (na França; pronúncia em francês: [bʁa.dɔ'nœʁ]; em francês: "braço de honra") ou "corte de manga" (na Espanha) é um gesto obsceno bastante comum na França, Espanha, Itália, Geórgia, Brasil, Portugal e América hispânica, que possui o mesmo significado que o dedo médio. O gesto consiste em dobrar um braço para fazer um formato de L, com a palma da mão fechada apontando para cima, enquanto a outra mão, em seguida, agarra o bíceps do braço dobrado, e o antebraço dobrado é então levantado na vertical enfaticamente. Também para concluir este gesto é preciso mandar o dedo do meio. 
Esse gesto também pode ser usado para indicar, de forma desrespeitosa, o fato de ignorar o que alguém acabou de dizer ou demonstrar oposição a algo.